# Lea Grundig

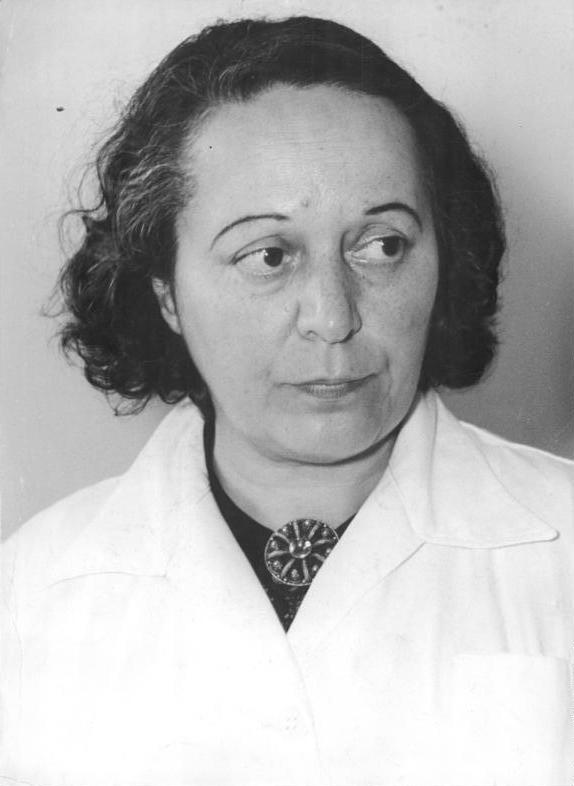
Lea Grundig, 1958.

Lea Grundig, född 1906, död 1977, var en tysk målare och grafiker.
Inspirerat av bland andra Käthe Kollwitz gjorde Grundig engagerad och realistisk konst riktad mot nazism, förtryck och krig. Som aktiv kvinnosakskämpe skildrade hon kvinnornas vardag i ett flertal bilder. Hon greps flera gånger under 1930-talet och var i exil 1940–1948. Från 1950 var hon professor vid konsthögskolan i Dresden.